# Påterudsskogen
Påterudsskogen är ett naturreservat i Eda kommun i Värmlands län.
Området är naturskyddat sedan 2008 och är 22 hektar stort. Reservatet består av lövträdsrik barrskog. 